# Timon (heilige)

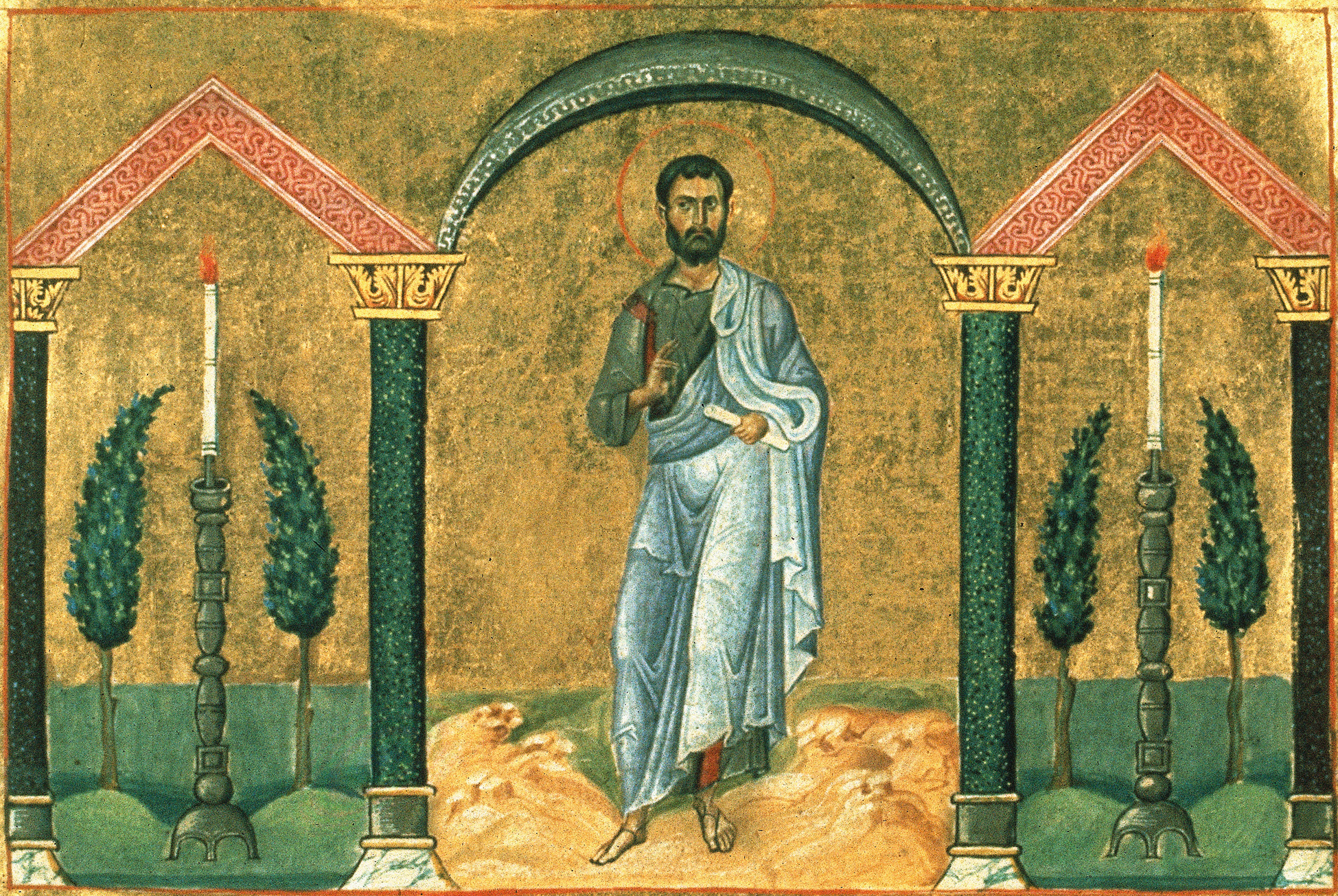
Timon de diaken

Timon was volgens Handelingen van de Apostelen 6:5 een van de zeven diakens die door de apostelen werden aangesteld om te zorgen voor de armen in de oergemeente in Jeruzalem.

## Traditie
Volgens de traditie was Timon een gehelleniseerde jood. Over zijn latere leven zijn er verschillende tradities.
Hij zou eerst jaren in Anatolië gepreekt hebben en daarna bisschop geworden zijn van Soloi (Pompeiopolis) in Romeins Griekenland. Daarna vestigde hij zich in Macedonië (Romeinse provincie), waar hij in 98 stierf in Philippi tijdens een vervolging onder Trajanus.
Een andere bron noemt Timon als bisschop van het Syrische Bosra. In deze stad zou hij de toorn hebben opgewekt van de lokale gouverneur die hem op de brandstapel bracht.
Het Martyrologium Romanum meldt dat hij na gepredikt te hebben in Berea (Aleppo) via Cyprus naar Korinthe reisde. In deze stad werd hij op de brandstapel gebracht. Hij zou echter het vuur ongedeerd overleefd hebben en vervolgens gekruisigd zijn.
Zijn feestdag is 19 april. De heilige Timon wordt afgebeeld gekleed in een diakengewaad, hangend aan het kruis, met een tempel in de achtergrond.